# Rolf D. Gassen
Rolf Dieter Gassen (* 4. September 1942 in Remscheid) ist ein deutscher Kommunalpolitiker (FDP). Gassen war von 1984 bis 2009 Ratsmitglied und FDP-Fraktionsvorsitzender in Langenfeld.  Von 1989 bis 2004 war  Gassen  stellvertretender Bürgermeister der Stadt Langenfeld: Rheinland.

## Leben
Nach dem Erlangen der Fachhochschulreife studierte Gassen Betriebswirtschaftslehre an der Fachhochschule für Wirtschaft in Köln. Dieses Studium schloss er mit der Graduierung zum Diplom-Betriebswirt ab. Er erlernte zudem den Beruf eines Industriekaufmannes und war anschließend als Einkäufer in mehreren Unternehmen in Remscheid tätig. Vor seiner Tätigkeit bei der Firma Mannesmann war er bei Dresdner Bank als Ausbildungsleiter.
Gassen war von 1976 bis 1985 Ortsvorsitzender der FDP in Langenfeld. Er war 22 Jahre stellvertretender Kreisvorsitzender im Kreis Mettmann und 20 Jahre Mitglied im Bezirksvorstand Düsseldorf. Von 1989 bis 2004 war er stellvertretender Bürgermeister der Stadt Langenfeld. Er gehörte 2009 zu den 22 Zeitzeugen der Stadt, die in einer Dokumentation in Bild und Ton über lokalpolitische Ereignisse in Langenfeld berichteten.
Sein besonderes Engagement gilt den Partnerschaft mit den Städten Gostynin in Polen (Aussöhnung) und Batangas City auf den Philippinen (Entwicklungshilfe). Er hat an mehreren Entwicklungsprojekten (u. a. Verwaltungsreform, Abfallbeseitigung, Frischwasseraufbereitung, Umsiedlungsmaßnahmen, Jugendhilfe und Verhütungsproblematik) teilgenommen.
Er hat als Übersetzer und Sprachenlehrer sieben Jahre an der Sprachenschule der Bundeswehr gearbeitet und war an verschiedenen VHS als Rhetorikdozent tätig.
Er war über 30 Jahre als Dozent beim Industriekonzern Mannesmann in Düsseldorf in der dortigen Werkschule beschäftigt. Nach der Übernahme der Mannesmann AG durch Vodafone war er einige Jahre dort tätig. Er war von 1972 bis 2010 Prüfer für eine Anzahl von kaufmännischen Berufen bei der Industrie- und Handelskammer Düsseldorf. Über 1000 Auszubildende hat Gassen in seiner Amtszeit geprüft.
Gassen war bis 2014 Schöffe und Gutachter beim Sozialgericht Düsseldorf. Von 2000 bis November 2015 war er stellvertretender Aufsichtsratsvorsitzender des Bauvereins Langenfeld eG und seit 25. November 2015 Vorsitzender dieses Kontrollorgans der Genossenschaft. Er ist Mitglied im Prüfungsausschuss der Wohnungsbaugenossenschaft Bauverein Langenfeld. Außerdem ist er in mehreren Vereinen ehrenamtlich tätig, so engagiert Gassen sich in einem Förderverein zur Erhaltung des Wasserschlosses Haus Graven und im Förderverein des Langenfelder Stadtensembles. Er ist Gründungsmitglied der Initiative Bürger für Bürger, die sich um ältere Mitmenschen kümmert. Er ist seit März 2015 Vorsitzender des Fördervereins der LVR-Klinik Langenfeld, davor seit Gründung 15 Jahre stellvertretender Vorsitzender. Er ist seit 2005 Mitglied des Forensikbeirates der LVR-Klinik, in der Funktion als Ombudsmann und als Mitglied des Ethikkomitees.
Gassen bemüht sich mit dem Förderverein um die Sanierung der Klinikkirche, eine der seltenen Simultankirchen in Deutschland.
Gassen ist Gründungsmitglied der Gesellschaft gegen Arbeitslosigkeit und des Zweckverbandes Hilden/Langenfeld der Bettina-von-Arnim Gesamtschule. Er ist Mitglied des Felix-Metzmacher-Freundeskreises (vormals Aktionskreises Felix Metzmacher), der die Erinnerungen an den Bürgermeister der Stadt Langenfeld (1908–1914) erhalten will. Seit 2015 gehört Gassen einem Initiativkreis zur Errichtung einer Gedenktafel für den jüdischen Arzt Dr. Hugo Zade, der 1944 in Auschwitz ermordet wurde, erster Kinderarzt in Langenfeld von 1905 bis 1937, am St Martinus-Krankenhaus in Langenfeld-Richrath.
Im September 2011 wurde Gassen vom Krankenhausausschuss des Landschaftsverbandes Rheinland zum Ombudsmann bei der LVR-Klinik Langenfeld gewählt und am 19. Mai 2015 erneut für vier Jahre vom Krankenhausausschuss 2  des Landschaftsverbandes Rheinland bestellt. Seit Mai 2013 ist er Mitglied der Gesundheits- und Pflegekonferenz des Kreises Mettmann und als Patientensprecher für den Patientenschutz zuständig.
Gassen ist verheiratet und hat einen Sohn und eine Tochter.

## Auszeichnungen und Würdigungen
- Gassen erhielt am 26. Juli 1999 das Bundesverdienstkreuz am Bande.
- Seit 2009 ist er Träger des Goldenen Ehrenrings der Stadt Langenfeld[7] und Inhaber der goldenen Ehrennadel sowie der silbernen Plakette der Industrie- und Handelskammer Düsseldorf für Verdienste um die Berufsbildung.
- Im April 2012 wurde er als Mann der ersten Stunde Ehrenmitglied der Kinderherzhilfe Langenfeld e. V.[8][9]

## Belege
1. ↑  Lothar Müller: Rolf D. Gassen: „Langenfeld hat sich prächtig entwickelt“. In: Westdeutsche Zeitung. Abgerufen am 4. Juli 2015.
2. ↑  Unser Aufsichtsrat.  Website der Bauverein Langenfeld eG, abgerufen am 2. Juli 2015.
3. ↑  Förderverein kämpft um Klinikkirche. In: RP Online, 11. Juni 2014, abgerufen am 2. Juli 2015.
4. ↑  Norbert Jakobs: Junge Leute sollen wissen, wer Felix Metzmacher war. In: Westdeutsche Zeitung, 6. August 2013, abgerufen am 2. Juli 2015.
5. ↑  Thomas Gutmann: Gedenktafel erinnert an jüdischen Arzt RP Online vom 2. Februar 2016, abgerufen am 14. Juni 2016
6. ↑  Cathérine Wenk: Rolf Dieter Gassen: „Vertrauen ist das Wichtigste“. In: Westdeutsche Zeitung, 16. Dezember 2011, abgerufen am 2. Juli 2015.
7. ↑  Ehrenbürger und Ehrenringträger/innen der Stadt Langenfeld. Website der Stadt Langenfeld (Rheinland), abgerufen am 2. Juli 2015.
8. ↑  Holger Bangert: Feierstunde: Die Vier für Langenfeld. In: Westdeutsche Zeitung, 4. Oktober 2009.
9. ↑  Ehrenbürger und Goldener Ehrenringträger der Stadt Langenfeld

| Personendaten    | Personendaten                            |
| ---------------- | ---------------------------------------- |
| NAME             | Gassen, Rolf D.                          |
| ALTERNATIVNAMEN  | Gassen, Rolf Dieter (vollständiger Name) |
| KURZBESCHREIBUNG | deutscher Kommunalpolitiker (FDP)        |
| GEBURTSDATUM     | 4. September 1942                        |
| GEBURTSORT       | Remscheid                                |